# Тушин (гмина)
Тушин (пол. Tuszyn) — гмина (волость) в Польше, входит как административная единица в Восточно-Лодзинский повет, Лодзинское воеводство. Население — 11 655 человек (на 2004 год).

## Сельские округа
1. Бондзынь
2. Дылев
3. Гарбув
4. Глухув
5. Гурки-Дуже
6. Гурки-Мале
7. Ютрошев
8. Крушув
9. Монкошин
10. Модлица
11. Рыдзынки
12. Сыски
13. Щуквин
14. Тушинек-Маёрацки
15. Водзин-Маёрацки
16. Водзин-Прыватны
17. Водзинек
18. Воля-Казубова
19. Зофювка
20. Жеромин

## Прочие поселения
1. Александрув-Други
2. Александрув-Первши
3. Антонувки
4. Гарбувек
5. Голыгув
6. Голыгув-Други
7. Голыгув-Первши
8. Гурки-Мале-Колёня
9. Гурки-Мале-Парцеля
10. Гженды
11. Янув
12. Юзефув
13. Кемпица
14. Крулевска-Воля
15. Крушув-Цегельня
16. Крушув-Парцеля
17. Лютославице-Шляхецке
18. Недас
19. Нова-Весь
20. Огродзонка
21. Поддембина
22. Польска-Воля
23. Поток
24. Станиславув
25. Стара-Весь
26. Щуквин-Глиняны
27. Щуквин-Пясковы
28. Тушин-Ляс
29. Тушинек
30. Тушинек-Подуховны
31. Тушинек-Старосциньски
32. Вацлавув
33. Велькополе
34. Водзин-Окупники
35. Вжонца
36. Выкно
37. Загроды

## Соседние гмины
1. Гмина Бруйце
2. Гмина Чарноцин
3. Гмина Длутув
4. Гмина Грабица
5. Гмина Мощеница
6. Гмина Пабянице
7. Гмина Жгув